# بیهانگال
بیهانگال (به لاتین: Bihangal) یک روستا در بنگلادش است که در استان باریسال و در ناحیه باریسال واقع شده است.